# Radio România Cultural
Radio România Cultural (abreviat RRC) este cel de-al doilea canal național al Societății Române de Radiodifuziune (SRR) dedicat știrilor culturale, capodoperelor teatrului și muzicii.

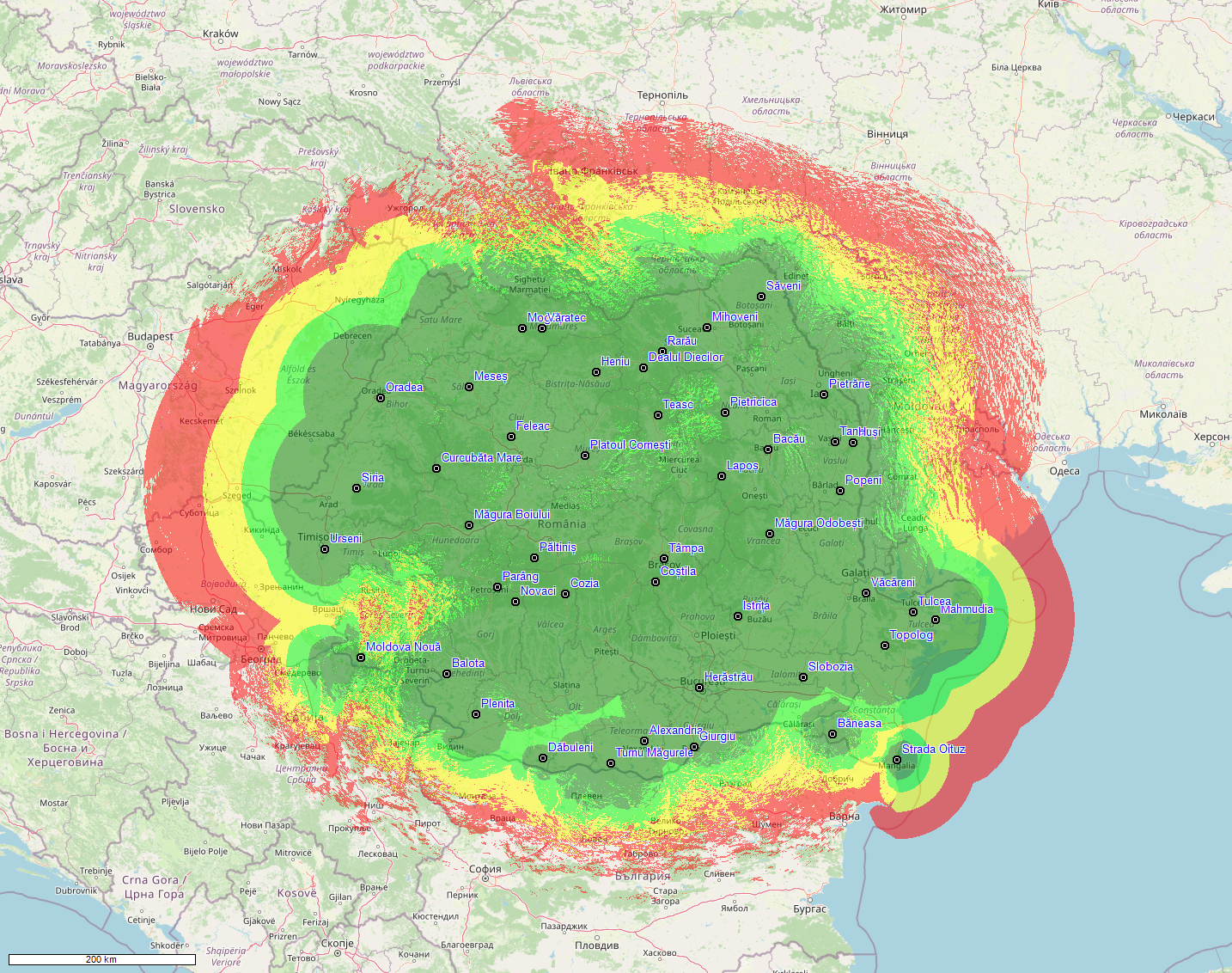
Acoperire aproximativă a semnalului Radio România Cultural pe FM.
Recepționat de orice receiver în zonă
Recepționat bine de un receiver slab al mașinii
Recepționat bine de un receiver puternic al mașinii / de un receiver slab al mașinii (dar cu probleme)
Recepționat de un receiver puternic al mașinii (dar cu probleme)

     Recepționat de orice receiver în zonă
     Recepționat bine de un receiver slab al mașinii
     Recepționat bine de un receiver puternic al mașinii / de un receiver slab al mașinii (dar cu probleme)
     Recepționat de un receiver puternic al mașinii (dar cu probleme)

## Descriere
Postul de radio cuprinde știri culturale, radiojurnale, transmisiuni directe și corespondențe de la marile evenimente culturale, festivalurile și galele importante din România și din lume, piese de teatru celebre, mari biografii scenarizate, emisiuni pentru copii și emisiuni în sprijinul școlii.

## Istoric
Radio România Cultural a fost înființat în anul 1952.

## Echipa
- Radu Croitoru - manager

- Cristian Marica  - redactor șef actualități muzicale
- Adina Dragomir - PR și relizator

## Acoperire
Radio România Cultural este un post cu acoperire națională. Programele sale sunt difuzate exclusiv pe unde ultrascurte (rețeaua 2 FM) 24 de ore din zi.

### Frecvențe
Unde ultrascurte - FM:
- 89.1 MHz - Băneasa / Dobrogea Sud (CT)
- 89.5 MHz - Novaci / Vârful Cerbu (GJ)
- 89.7 MHz - Alexandria (TR)
- 90.6 MHz - Petroșani / Parâng (HD)
- 91.2 MHz - Bechet / Dăbuleni (DJ)
- 92.7 MHz - Mangalia (CT)
- 93.8 MHz - Moldova Nouă (CS)
- 96.1 MHz - Oradea (BH)
- 98.4 MHz - Toplița / Vârful Teasc (HR)
- 98.7 MHz - Câmpulung Moldovenesc / Rarău (SV)
- 100.1 MHz - Baia Mare / Vârful Mogoșa (MM)
- 100.3 MHz - Piatra Neamț / Pietricica (NT)
- 100.7 MHz - Timișoara / Urseni (TM)
- 100.8 MHz - Maramureș - Văratec (MM)
- 101 MHz - Focșani / Măgura Odobești (VN)
- 101 MHz - Cluj-Napoca / Feleac (CJ)
- 101.1 MHz - Turnu Măgurele (TR)
- 101.1 MHz - Calafat / Plenița (DJ)
- 101.3 MHz - București / Herăstrău (B)
- 101.3 MHz - Bistrița / Heniu (BN)
- 101.4 MHz - Comănești / Lapoș (BC)
- 101.6 MHz - Galați - Brăila / Văcăreni (TL)
- 101.6 MHz - Suceava / Mihoveni (SV)
- 101.8 MHz - Bacău / Turn (BC)
- 102 MHz - Mahmudia (Delta Dunării) (TL)
- 102.4 MHz - Vaslui (VS)
- 102.5 MHz - Râmnicu-Vâlcea / Cozia (VL)
- 102.6 MHz - Giurgiu (GR)
- 102.8 MHz - Bârlad / Popeni (VS)
- 103 MHz - Tulcea / Topolog (TL)
- 103.1 MHz - Iași / Pietrăria (IS)
- 103.7 MHz - Huși (VS)
- 103.7 MHz - Buzău / Dealul Istrița (BZ)
- 103.7 MHz - Sibiu / Păltiniș (SB)
- 104.1 MHz - Munții Bucegi / Vârful Coștila (PH)
- 104.5 MHz - Slobozia (IL)
- 104.9 MHz - Târgu-Mureș / Platoul Cornești (MS)
- 105 MHz - Deva / Măgura Boiului (HD)
- 105 MHz - Brașov / Tâmpa (BV)
- 105 MHz - Zalău / Meseș (SJ)
- 105.4 MHz - Tulcea (TL)
- 105.8 MHz - Bihor / Vârful Curcubăta Mare (BH)
- 105.8 MHz - Drobeta-Turnu-Severin / Balota (MH)
- 106 MHz - Botoșani / Săveni (BT)
- 106.8 MHz - Arad / Șiria (AR)
- 107.7 MHz - Vatra Dornei / Dealul Diecilor (SV)

DAB:
- București - canal 12A, frecvența 223,936 MHz, polarizare verticală. Închis pe 31 iulie 2020.

Ascultă direct pe telefon:
- +40 315 040 454 (tarif inclus în minutele naționale).

Online:
- http://www.radioromaniacultural.ro/